# Isidoro de la Cierva
Isidoro de la Cierva y Peñafiel (Murcia, 16 de octubre de 1870 - Madrid, 16 de abril de 1939) fue un abogado, notario y político español.

## Carrera política
Isidoro de la Cierva desempeñó durante cerca de veinte años una carrera política que le llevó a ocupar, entre otros, los siguientes cargos:
- Diputado por Murcia de abril de 1907 a abril de 1910 y de marzo de 1914 a noviembre de 1915.
- Senador por Murcia entre 1910 a 1915, y senador vitalicio[2] de 1915 a 1923.[3]
- Ministro de Instrucción Pública y Bellas Artes (4 de diciembre de 1922 a 7 de diciembre de 1922),[4] cargo que ostentó solo cuatro días, hasta la caída del Gobierno de José Sánchez Guerra.[5]

A pesar de su reiterada oposición a entrar de lleno en el mundo de la política, su hermano Juan, político muy destacado de su tiempo, le alentó para que optara por este camino, siendo en la provincia de Murcia uno de los principales valedores para que la formación conservadora de su hermano -los ciervistas- saliesen elegidos una y otra vez, distinguiéndose como un habilidoso negociador en unas elecciones que eran manipuladas de forma cotidiana. Isidoro de la Cierva se distinguió, no obstante, por una labor de compromiso permanente con las necesidades murcianas, ya fuese en materia de educación, obras públicas o transportes. Fue, por ejemplo, uno de los principales impulsores de la llegada de la Universidad a Murcia en 1915.
Ocupó el cargo de jefe provincial del Partido Conservador. Destacó como persona culta y amante de las artes. Formó parte de los patronatos del Museo Provincial de Bellas Artes y del Conservatorio de Música y, sensible a los intereses de su tierra, promovió el movimiento juvenil de los Exploradores de España en Murcia. También fue patrocinador del Sanatorio Antituberculoso de Sierra Espuña. Por todo ello fue muy querido por sus conciudadanos, que le apodaron con el apelativo de «Cierva el Bueno». Fue presidente del Casino de Murcia entre junio de 1929 y el 10 de enero de 1932, dimitiendo tras los acontecimientos de la Nochevieja anterior, cuando dos directivos pidieron a la orquesta que interpretaran la Marcha de los Granaderos, causando un gran alboroto entre los republicanos que consideraron ese acto un insulto a la II República. Presidente Honorario de la Comisión permanente de colonias escolares.
En junio de 1925, realizó una visita a Marmolejo (Jaén) para tomar las famosas aguas de su balneario, junto a su esposa y una de sus hijas, y recogió las impresiones del viaje en un libro.
Casó con Teresa Malo de Molina y Pico, con quien tuvo cinco hijos. Fue tío de Juan de la Cierva y Codorníu, inventor del autogiro y político.

## Exploradores de España

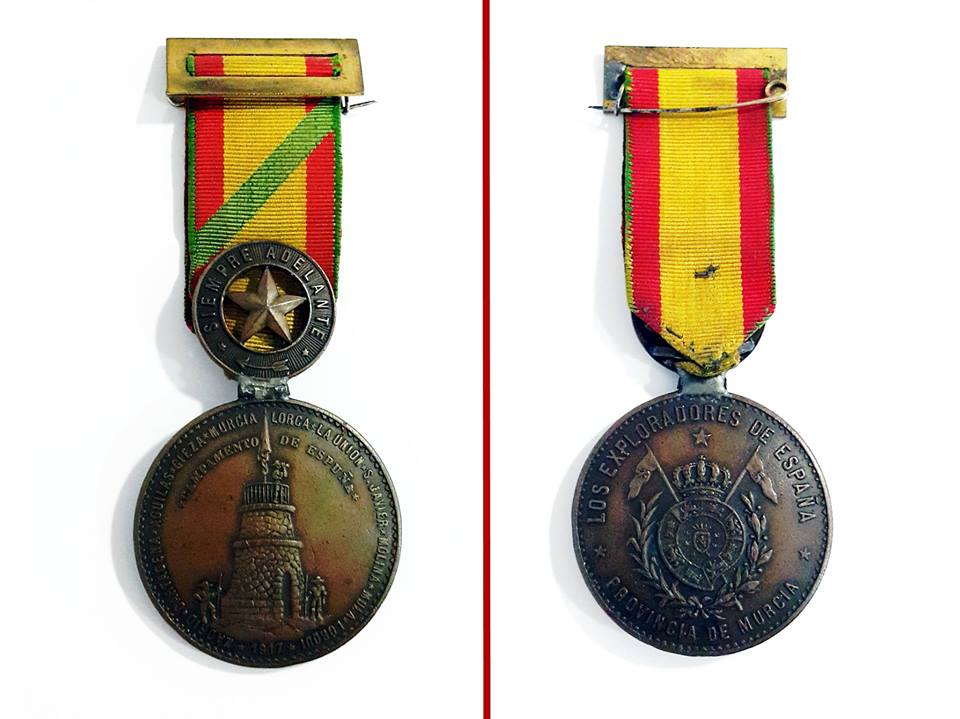
Medalla del Campamento de Sierra Espuña (1917) con el distintivo de los Exploradores de España.

Isidoro de la Cierva (Lobo Blanco) fue un entusiasta propagandista del escultismo. Ingresó en los Exploradores de España en 1915 y fue fundador de la Tropa de Murcia y presidente del consejo local de los Exploradores de España en Murcia. También promotor y fundador del Campamento de Sierra Espuña en 1917, así como la Casa Albergue en el Valle de San Juan en 1927. Entre 1930 y 1931 fue comisario general de la institución, y Juan Antonio Dimas, comisario general suplente. Poseía diversas recompensas y condecoraciones escultistas, a destacar la Medalla de Honor (de oro) del Campamento de Espuña con diez pasadores (1926) y la máxima distinción de los exploradores, el Lobo de Plata (1929). Con el cambio de estatutos, fue elegido uno de los cinco comisarios generales (como Secretario-Administrador) en octubre de 1935, sustituyendo al fallecido Severo Montalvo de Águilas.
A partir del tercer campamento de Sierra Espuña, anunció en la prensa local que «cualquier municipio o corporación instructiva de la provincia que lo desee, podrá utilizar las ventajas de este campamento para enviar al mismo colonias escolares...».

## Obras

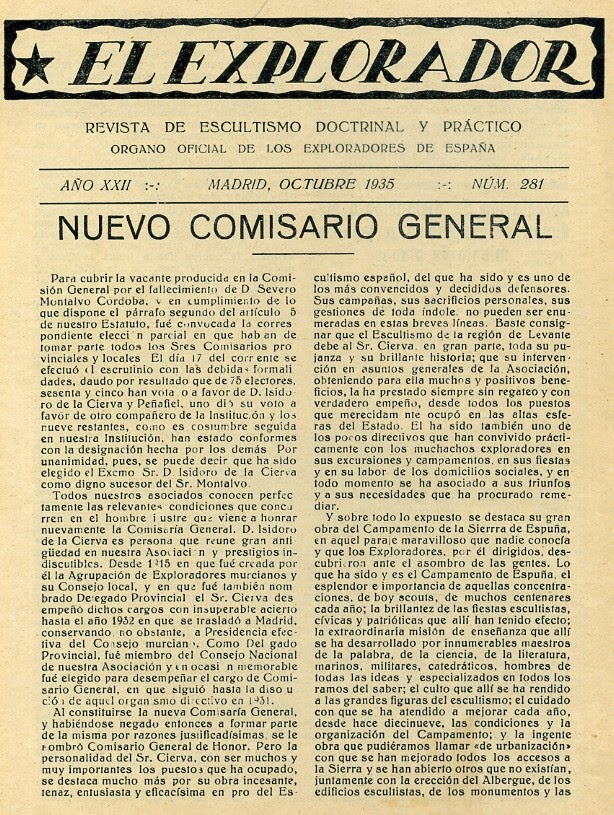
Portada de la revista El Explorador de octubre de 1935 donde se informa de la elección de Isidoro de la Cierva como nuevo comisario general.

- De Murcia a Marmolejo: Rápidas impresiones de viáje, El Tiempo (ed.), (1925)
- El agua en la región murciana: Artículos publicados en «El Tiempo»
- Luis Baleríola Ramírez, Emilio Vellando, Isidoro de la Cierva y Peñafiel, La sericultura en la región murciana: breves estudios acerca de su pasado, el presente y su porvenir, 1928

## Reconocimientos
Son numerosas las instituciones y centros que llevan su nombre, especialmente en la Región de Murcia. Se puede destacar, una céntrica calle de la ciudad de Murcia.